# NGC 3304
NGC 3304 is een balkspiraalstelsel in het sterrenbeeld Kleine Leeuw. Het hemelobject werd op 17 maart 1787 ontdekt door de Duits-Britse astronoom William Herschel.

## Synoniemen
- UGC 5777
- MCG 6-23-26
- ZWG 183.32
- ZWG 184.1
- NPM1G +37.0276
- PGC 31572